# Flagge des Generalgouverneurs von Kanada

Flagge des Generalgouverneurs von Kanada (1981–1999, seit 2002)

Die Flagge des Generalgouverneurs von Kanada wurde 1981 eingeführt. Abgebildet ist das Helmkleinod des kanadischen Staatswappens, auf blauem Grund ein gekrönter goldener Löwe, der auf einem rot-weißen Helmwulst steht und ein gelb umrandetes, rotes Zuckerahornblatt in der rechten Vorderpfote hält. Das Seitenverhältnis beträgt 3:2 zu Lande und 2:1 zu Wasser.

## Verwendung

1901–1921

1921–1931

1931–1981

1999–2002

Die Generalgouverneursflagge hat Vorrang vor der Nationalflagge. Hingegen steht sie in der protokollarischen Rangfolge hinter der Royal Standard des Monarchen und hinter den Flaggen der Vizegouverneure der Provinzen in deren Residenzen oder wenn der Generalgouverneur bei einer Amtshandlung eines Vizegouverneurs zu Gast ist.
Gehisst wird die Flagge an Residenzen des Generalgouverneurs, Rideau Hall in Ottawa und Zitadelle von Québec, falls sich der Generalgouverneur dort aufhält. Außerdem wird sie bei allen anderen Gebäuden gehisst, die vom Generalgouverneur in offizieller Funktion besucht werden und ist an dessen Dienstwagen befestigt. Bei Besuchen im Ausland kommt hingegen die bekanntere Nationalflagge zur Anwendung.

## Frühere Flaggen des Generalgouverneurs
Die erste Flagge des Generalgouverneurs wurde 1901 eingeführt und orientierte sich an ähnlichen Flaggen im Britischen Weltreich: Eine Union Flag mit dem gekrönten und von einem Lorbeerkranz umgebenen kanadischen Staatswappen in der Mitte. Das Design wurde 1921 angepasst, als das Staatswappen sein heutiges Aussehen erhielt. 1931 erfolgte eine Änderung der Flagge, um die Folgen der Balfour-Deklaration (1926) visuell hervorzuheben: Der Generalgouverneur war nun Vertreter des Monarchen des kanadischen Dominion und nicht wie zuvor Vertreter des britischen Monarchen in Kanada. Diese Bedeutungsverschiebung wurde mit der Einführung der heutigen Flagge am 23. Februar 1981 noch stärker hervorgehoben.
Generalgouverneur Roméo LeBlanc ließ eine Änderung vornehmen, die am 16. April 1999 in Kraft trat. LeBlanc hielt den Löwen für zu „unhöflich“, da er Besuchern die Zunge herausstreckt und seine Krallen entgegenstreckt. Seine Nachfolgerin Adrienne Clarkson übernahm die Änderung nicht und verwendete die vorher bestehende Flagge.